# 950 v.Chr.

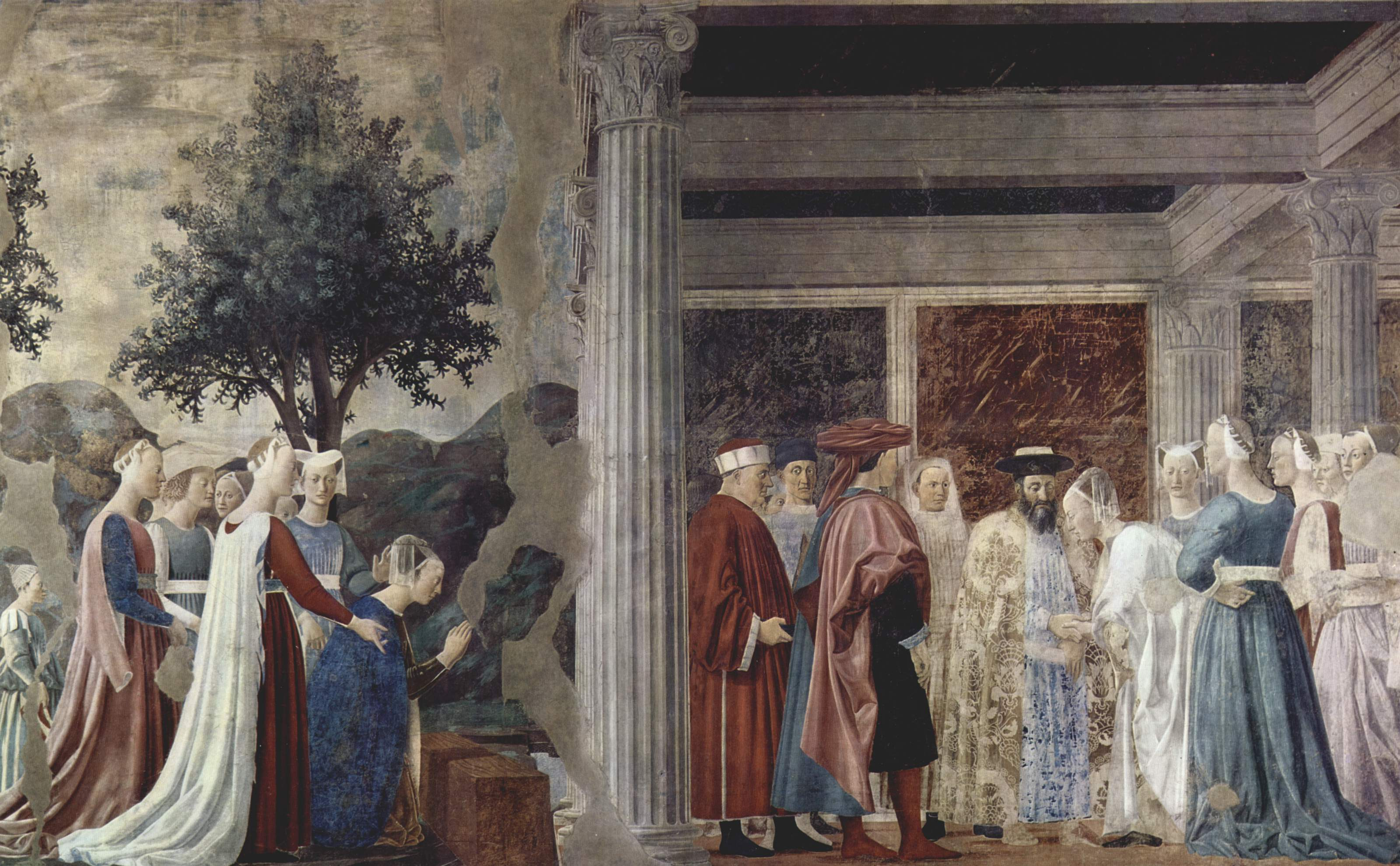
De ontmoeting tussen koning Salomo en de koningin van Sheba, geschilderd door Piero della Francesca.

Het jaar 950 v.Chr. is een jaartal in de 10e eeuw v.Chr. volgens de christelijke jaartelling.

## Gebeurtenissen

### Afrika
- Koesj (Nubië) wordt onafhankelijk van Egypte.
- Ontmoeting tussen koning Salomo en de koningin van Sheba
- Menelik I sticht in Ethiopië een dynastie, die tot 1974 zou blijven bestaan.

### Midden-Oosten
- Begin van de regeerperiode van Razon I, koning van Damascus.

### Egypte
- Sjesjonk, een Lybische huurlingengeneraal, neemt de heerschappij in handen. Als hoofdstad kiest hij voor Bubastis. Een groot deel van de priesters vlucht naar Nubië.

### Assyrische Rijk - Mesopotamië
- Assyrië en Babylonië (Mesopotamië) komen langzaam de gevolgen van de invasies van de Arameeërs te boven.